# Valdelsa
Le val d'Elsa, Valdelsa en italien, est la vallée de la rivière  Elsa, affluent de l’Arno,  qui prend sa source sur le flanc ouest de la Montagnola de Sienne entre Sienne et Radicondoli. Le fleuve coule dans la direction sud-nord dans un paysage de collines basses et arrondies avec une forte présence humaine.

## Le haut Valdelsa et le Valdelsa de la plaine
Le Vadelsa est formée par deux zones, plus par les aspects historiques et économiques que par ses caractéristiques géographiques : le haut Valdelsa (Alta Vadelsa) et le Vadelsa de la plaine ou bas Valdelsa (Bassa Valdelsa). Le haut Valdelsa se trouve dans la province de Sienne avec Poggibonsi comme ville principale. Le Vadelsa de la plaine se trouve dans la province de Florence avec comme ville principale Empoli, même si cette ville n’est pas administrativement dans le Valdelsa mais dans le Valdarno.

## Économie
L’économie du Valdelsa est constituée en deux grands secteurs : l’un qui est encore tourné vers les produits manufacturés, essentiellement dans les agglomérations les plus importantes se trouvant dans la plaine (San Miniato. Empoli, Castelfiorentino, Certaldo, Poggibonsi, Colle di Val d'Elsa, Barberino Val d'Elsa) et l’autre qui, lentement, par à-coups emprunts à la fois d’idéalisme et d’ambiguïté, renonce à l’industrialisation et retourne à l’agriculture, mais à une agriculture tournée vers les produits de qualité, le tourisme vert et les services qui s’y rapportent. On trouve généralement cette partie « avancée » du Valdelsa dans les petites agglomérations dans les parties vallonnées au flanc de la vallée. Pionnière dans ce domaine (pour l'Italie, car dans d’autres pays européens cette expérience datait de plusieurs décennies déjà), la commune de Montaione qui grâce à la volonté de quelques entrepreneurs, rejoints ensuite par l'Administration Communale (même avec quelques fausse notes), avait déjà, au début des années 80, commencé à laisser tomber l’industrie pour, avec des hauts et des bas, se réapproprier sa vocation agricole. Ce « retour » à l’agriculture a mis fin à une période d’émigration qui avait commencé dans les années 50 et a permis aux habitants des collines du Valdelsa d’accroître leur niveau de vie.

## Le Valdelsa de la plaine, Empoli ou Florence?
D’un point de vue administratif,  des discussions sont en cours pour rattacher le Valdelsa de la plaine (la partie qui se trouve dans la province de Florence) à une éventuelle province d’Empoli.

### Les partisans d’Empoli
Ce sont essentiellement les entreprises industrielles et artisanales qui poussent à ce rattachement, considérant que Florence est trop éloignée, à la fois géographiquement et culturellement, pour répondre à ses besoins. L’économie florentine n’a pas beaucoup de rapport avec celle de la plaine du Valdelsa et, de ce fait, les entrepreneurs locaux disent avoir des difficultés à trouver des réponses à leurs besoins dans les institutions de Florence (chambre de commerce, province, etc.).

### Les partisans de Florence
Au contraire, ce sont les nouveaux agriculteurs, plus particulièrement ceux dont les produits sont de grande (ou de très grande) qualité, qui soutiennent que ce serait un préjudice dramatique de passer de Florence, ville mondialement connue pour sa richesse culturelle, à Empoli, ville beaucoup moins connue si ce n’est par son activité industrielle, générant, pour l’opinion, de la pollution et peu compatible avec, par exemple, l’agriculture biologique ou le tourisme naturel. Ils craignent, en outre, qu’une éventuelle future administration provinciale à Empoli cherche à utiliser les ressources pour avantager l’industrie au détriment de l’environnement.